# 神風怪盜貞德
《神風怪盜貞德》（日语：神風怪盗ジャンヌ），是日本漫畫家種村有菜原作的怪盜漫畫，在集英社漫畫月刊《Ribon》1998年2月號至2000年7月號連載，共30話（另有番外篇3話），並發行了7冊單行本。該作品後來被電視動畫化，電視動畫有44集，自1999年2月13日至2000年1月29日在日本朝日電視台首播，台灣由台灣電視公司首播，香港由無綫電視首播。

## 故事簡介
主角日下部瑪倫是高中女生，暗中與準天使妃茵一起合作對付惡魔。瑪倫藉由妃茵的力量可以變身成怪盜貞德，封印那些附著在物品上使擁有人魔化的惡魔，把惡魔封印後由妃茵收集。瑪倫在每次行動前會發出預告狀。和瑪倫從小一起長大的東大寺都是警察的女兒，夢想成為一名警察，一直很想逮捕怪盜貞德，一直不知道貞德的真正身份，好幾次都差點把貞德逮捕歸案。
瑪倫維持著在高中生與封印惡魔的怪盜身份交替的生活，但隨著名古屋醫療財團董事長獨子名古屋稚空轉進校園、出現與黑天使亞薩斯·泰姆合作且同樣擁有封印惡魔能力的男性怪盜辛巴達，這讓瑪倫開始留意起稚空和辛巴達的存在。稚空開始受瑪倫吸引而頻繁和她互動，同時瑪倫（貞德）發現怪盜辛巴達經常很湊巧的與她出現在封印惡魔的地點。在一次夜間封印惡魔的行動後，怪盜辛巴達主動吻了貞德（瑪倫），這讓被取走初吻的瑪倫（貞德）心煩意亂。後來都向稚空告白被拒，逐漸移情至曾喜歡瑪倫的水無月娛樂財團董事長公子兼班長水無月大和。瑪倫和稚空相戀，得知稚空正是怪盜辛巴達時一度不能接受，但最終稚空真誠的心意讓瑪倫接受了這項事實。
瑪倫（貞德）和稚空（辛巴達）後續經歷了數起惡魔相關的鬥爭事件。在漫畫版結局中，瑪倫的雙親擺脫惡魔的控制，一家三口正式團圓，瑪倫和稚空後來結婚並育有妃茵轉世的女兒魚月，亞薩斯·泰姆則轉世為已成為夫妻的大和與都的兒子心時。

## 登場角色
日下部麗（麻呂）／怪盜貞德（配音員： 桑島法子； 曾秀清； 陶敏嫻（台視）／丘梅君（衛視中文台））
生日：5月30日
年齡：17歲
身高：154cm
體重：43kg
血型：A型
專長：韻律體操
興趣：運動
本作的主角。桃栗學園高中二年級。表面上是普通的女高中生，學校內新體操（即藝術體操）部成員，在準天使菲的幫助下可以利用十字架變身成為怪盜貞德，前世是聖女貞德。她的任務是把即將來臨現世的惡魔封印，利用招式把惡魔「將軍」成西洋棋的棋子，及後因惡魔力量加強而要使用「強力將軍」封印惡魔。雖然自己一個人生活，性格仍開朗爽直，但暗裏其實是個固執的人，常常口是心非。父母離婚後被遺棄，經常躲起來，感覺孤單落寞，感受不到自己身邊其實有很多照顧自己的朋友（包括菲）。常常說自己受不了稚空，但心底是很喜歡他的。
曾經因為發現稚空的真實身分為怪盜辛巴達而心情低落，但在稚空的解釋下誤會冰釋。劇終瑪倫的雙親復合。在漫畫版瑪倫和稚空兩人結婚，婚後改姓「名古屋」，育有一女魚月（轉世後的菲）。
台灣漫畫版譯為日下部麻呂，台視配音版譯為日下部麗。
名古屋稚空／怪盜辛巴達（配音員： 千葉進步； 梁偉德、黃鳳英（童年）； 朱憶華（台視）／宋克軍（衛視中文台））
生日：9月27日
年齡：17歲
身高：175cm
體重：55kg
血型：A型
專長：踢足球
興趣：讀書
瑪倫班上的轉校生。是名古屋醫療財團董事長獨子，母親在他年幼時因病逝世，父親沒有再娶。離家出走而住在瑪倫家與阿都家的公寓。原有一位未婚妻山茶花彌白，但後來兩人解除了婚約。
在黑天使亞薩斯的幫助下稚空能變成怪盜辛巴達，也可以封印惡魔。怪盜貞德初時視辛巴達為敵，其實稚空/辛巴達是為了阻止被魔王指使的菲進行的計劃，後來與瑪倫相愛。漫畫版中另外交待與瑪倫結婚並誕下魚月（轉世後的菲）。
菲·斐修（聲： 西原久美子； 梁少霞）
與瑪倫一起行動的準天使，跟瑪倫有點像，瑪倫受不了稚空自己也受不了亞克西斯但其實很喜歡他。可是菲原來是魔王派來的墮天使，漫畫被生前的哥哥削髮導致力量失控使很多人類喪命而被天界放逐，被消滅之際被魔王收留，後神原諒她成為正天使，最後替瑪倫擋住魔王最後的力量而喪命，瑪倫把神之力給予菲；動畫則是被魔王洗腦後為魔王效力，暗中幫助魔王並欺騙瑪倫，但最後淨化心靈。漫畫版轉世為瑪倫與稚空的獨生女魚月，沒有前世的記憶。
亞薩斯·泰姆（聲： 矢島晶子； 黎偉明）
與稚空一起行動的黑天使。在過去和菲一起成長、喜歡菲，漫畫版轉世為都與大和的獨生子心時，保留前世的記憶。
東大寺都（配音員： 松井菜櫻子； 鄭麗麗； 馮美麗（台視）／雷碧文（衛視中文台））
生日：1月21日
年齡：17歲
身高：162cm
體重：45kg
血型：B型 專長：毒舌 最喜歡的兩人（瑪倫＆稚空）
興趣：捉盜賊～（都是怪盜！）
瑪倫的同班同學、鄰居及好友，也是學校內新體操部成員，喜歡稚空，父親是警部。阿都熱衷於逮捕怪盜貞德，可是每次都失敗。後來向稚空告白遭拒絕，隨著劇情進展逐漸接受大和的追求，漫畫版兩人結婚誕下心時。
水無月大和（配音員： 高橋直純； 鄺樹培； 傅其慧（衛視中文台））
生日：12月31日
年齡：17歲　
身高：161cm
體重：50kg
血型：A型
專長：勉強 　
興趣：讀書 　
瑪倫的同班同學，水無月娛樂財團董事長公子兼班長，個性敦厚。曾喜歡瑪倫，但在知道稚空和瑪倫互相喜歡後放棄，轉而追求阿都。漫畫版結局大和與都結婚，育有兒子心時（轉世後的亞薩斯）。
拍伽羅真央五十嵐（聲： 西原久美子； 黃鳳英）
瑪倫與阿都的體操社顧問兼班導師
紫界堂聖／惡魔騎士諾伊（聲： 山口勝平； 梁志達）
中古時貞德的戰友諾伊·克勞德（ノイン・クロード），愛上貞德。在貞德被處火刑時，諾伊因不滿神不救貞德而成為惡魔。五百年後，諾伊以紫界堂聖的身份來到瑪倫的學校任教，暗中監視瑪倫。漫畫版劇終時仍等待著瑪倫；動畫版最後被墮天使菲殺死。
美絲特（聲： 山崎和佳奈； 劉惠雲）
魔王的手下，在動畫版登場，與諾伊同期被魔王派遣對付瑪倫，靠吃糖果增強自己的力量。
東大寺冰室（配音員： 千葉繁； 李錦綸； 孫德成（衛視中文台））
東大寺都的父親，是一名警探。原作中為一名矮小的超齡外表男子，動畫版則為寫實的樣子。
桃栗署便衣警察
動畫版原創的角色，是小都同夥追緝貞德的四位刑警。春田熱血且壯碩、夏田功績優異、秋田是漂亮的刑警、冬田沉默寡言，其中春田曾被惡魔操縱而後獲救。
春田（配音員： 木村雅史； 陳卓智； 宋克軍（衛視中文台））
夏田（配音員： 石塚堅； 林保全； 沈光平（衛視中文台））
秋田（配音員： 宮田幸季； 潘文柏； 朱憶華（台視）／傅其慧（衛視中文台））
冬田（配音員： 小栗雄介； 鄺樹培； 沈光平（衛視中文台））
高土屋全（聲： 勝生真沙子； 蘇強文）
被惡魔附身的少年。
正天使·里兒
到以後是天使中的最高等級「大天使」。
施魯克
西兒絲亞·方姆、多基·海耶
和菲、亞薩斯是同期生為的天使，西兒絲亞是女性、多基是男性的准天使。
久久原相模
貞德（聲： 鶴弘美； 劉惠雲）
小麗的前世。　
日下部匠、小呂
小麗的父母，夫妻離異後放任瑪倫獨自生活。漫畫後期被妃茵揭露兩者其實是被惡魔控制，最終脫離惡魔的控制與瑪倫重逢。
名古屋海生（聲： 小野坂昌也； 林保全； 孫德成（衛視中文台））
稚空的父親，和稚空相當神似，英俊外表卻不斷再婚，起初稚空很討厭父親，以為他是濫情，後來得知是海生認為稚空需要一位媽媽才不斷再婚，兩人才儘釋前嫌。
彼方木神樂（聲： 森久保祥太郎； 潘文柏）
擔任海生的秘書的青年，喜歡彌白，因緣際會下保護彌白並表達心意，後與彌白開始交往，七年後與彌白育有一對雙胞胎。
山茶花彌白（聲： 山崎和佳奈； 林元春）
稚空原定的未婚妻，本喜歡稚空，後來因被惡魔附身後被保護自己的神樂告白轉而喜歡上他，七年後與神樂育有一對雙胞胎。

## 出版書籍

### 單行本
| 冊數 | 集英社    | 集英社             | 大然文化   | 大然文化               | 尖端出版社     | 尖端出版社      |
| 冊數 | 發售日期  | ISBN               | 發售日期   | ISBN                   | 發售日期       | ISBN            |
| ---- | --------- | ------------------ | ---------- | ---------------------- | -------------- | --------------- |
| 1    | 1998年9月 | ISBN 4-08-856100-7 | 1999年1月  | ISBN 978-957-25-4215-6 | 2004年7月20日  | ISBN 0614369398 |
| 2    | 1999年1月 | ISBN 4-08-856120-1 | 1999年8月  | ISBN 978-957-25-4685-6 | 2004年9月21日  | ISBN 0614369401 |
| 3    | 1999年5月 | ISBN 4-08-856142-2 | 1999年12月 | ISBN 978-957-25-4927-8 | 2004年10月14日 | ISBN 061436941X |
| 4    | 1999年9月 | ISBN 4-08-856163-5 | 2000年2月  | ISBN 978-957-25-5125-6 | 2004年11月18日 | ISBN 0614369428 |
| 5    | 2000年2月 | ISBN 4-08-856189-9 | 2000年10月 | ISBN 978-957-25-5426-3 | 2005年3月7日   | ISBN 0614369436 |
| 6    | 2000年6月 | ISBN 4-08-856211-9 | 2000年11月 | ISBN 978-957-25-5804-8 | 2005年3月10日  | ISBN 0614369444 |
| 7    | 2000年8月 | ISBN 4-08-856221-6 | 2001年3月  | ISBN 978-957-25-6026-3 | 2005年3月15日  | ISBN 0614369452 |

廉價版
集英社ガールズリミックス
1. ただいま参上!!編 2004年4月、ISBN 978-4-08-106651-3
2. 知られてしまった正体!編 2004年4月、ISBN 978-4-08-106657-5
3. 勇気を信じて編 2004年5月、ISBN 978-4-08-106662-9
4. 風の吹き抜ける場所へ編 2004年5月、ISBN 978-4-08-106672-8

| 冊數 | 集英社        | 集英社                 | 尖端出版社   | 尖端出版社            |
| 冊數 | 發售日期      | ISBN                   | 發售日期     | ISBN                  |
| ---- | ------------- | ---------------------- | ------------ | --------------------- |
| 1    | 2007年6月20日 | ISBN 978-4-08-855145-6 | 2018年4月3日 | ISBN 978-957-107764-2 |
| 2    | 2007年6月20日 | ISBN 978-4-08-855146-3 | 2018年4月3日 | ISBN 978-957-107765-9 |
| 3    | 2007年7月18日 | ISBN 978-4-08-855147-0 | 2018年4月3日 | ISBN 978-957-107766-6 |
| 4    | 2007年8月15日 | ISBN 978-4-08-855148-7 | 2018年4月3日 | ISBN 978-957-107767-3 |
| 5    | 2007年9月19日 | ISBN 978-4-08-855149-4 | 2018年4月3日 | ISBN 978-957-107768-0 |
| 6    | 2007年9月19日 | ISBN 978-4-08-855150-0 | 2018年4月3日 | ISBN 978-957-107769-7 |

| 冊數 | 集英社        | 集英社                 |
| 冊數 | 發售日期      | ISBN                   |
| ---- | ------------- | ---------------------- |
| 1    | 2013年6月18日 | ISBN 978-4-08-619426-6 |
| 2    | 2013年6月18日 | ISBN 978-4-08-619427-3 |
| 3    | 2013年7月18日 | ISBN 978-4-08-619428-0 |
| 4    | 2013年7月18日 | ISBN 978-4-08-619429-7 |
| 5    | 2013年8月20日 | ISBN 978-4-08-619430-3 |

### 各回標題
| 話數   | 標題 | 單行本 | 完全版 |
| ------ | ---- | ------ | ------ |
| 1      |      | 第1卷  | 第1卷  |
| 2      |      | 第1卷  | 第1卷  |
| 3      |      | 第1卷  | 第1卷  |
| 4      |      | 第1卷  | 第1卷  |
| 5      |      | 第2卷  | 第1卷  |
| 6      |      | 第2卷  | 第2卷  |
| 7      |      | 第2卷  | 第2卷  |
| 8      |      | 第2卷  | 第2卷  |
| 番外篇 |      | 第2卷  | 第2卷  |
| 9      |      | 第3卷  | 第2卷  |
| 10     |      | 第3卷  | 第2卷  |
| 11     |      | 第3卷  | 第3卷  |
| 12     |      | 第3卷  | 第3卷  |
| 13     |      | 第3卷  | 第3卷  |
| 14     |      | 第4卷  | 第3卷  |
| 15     |      | 第4卷  | 第3卷  |
| 16     |      | 第4卷  | 第4卷  |
| 17     |      | 第4卷  | 第4卷  |
| 18     |      | 第4卷  | 第4卷  |
| 19     |      | 第5卷  | 第4卷  |
| 20     |      | 第5卷  | 第4卷  |
| 21     |      | 第5卷  | 第5卷  |
| 22     |      | 第5卷  | 第5卷  |
| 番外篇 |      | 第5卷  | 第4卷  |
| 23     |      | 第6卷  | 第5卷  |
| 24     |      | 第6卷  | 第5卷  |
| 25     |      | 第6卷  | 第5卷  |
| 26     |      | 第6卷  | 第5卷  |
| 27     |      | 第6卷  | 第6卷  |
| 28     |      | 第7卷  | 第6卷  |
| 29     |      | 第7卷  | 第6卷  |
| 30     |      | 第7卷  | 第6卷  |
| 番外篇 |      | 第7卷  | 第6卷  |
|        | -    |        | 第6卷  |

### 小說
集英社未來文庫
松田朱夏著
- 神風怪盗ジャンヌ1 美少女怪盗、ただいま参上!
- 神風怪盗ジャンヌ2 謎の怪盗シンドバッド!?
- 神風怪盗ジャンヌ3 動きだした運命!!
- 神風怪盗ジャンヌ4 最後のチェックメイト

## 電視動畫

### 工作人員
本作的主要作家是寫少女向的動畫劇本多富田祐弘，第3話橫手美智子參與此作品的工作人員。
- 原作 - 種村有菜（集英社月刊｢Ribon｣連載）
- 系列主任 - 梅澤淳稔
- 系列構成 - 富田祐弘
- 角色設計 - 香川久
- 總作畫監督 - 為我井克美
- 美術設計 - 鹿野良行
- 色彩設計 - 佐久間ヨシ子
- 數位攝影 - 東映化学デジタルラボテック
- 編輯 - 西山茂
- 音樂 - 加藤道明
- 生產者 - 上田惠、→岩本太郎、清水祐美、矢田晃一、東伊里彌
- 製作協力 - 東映
- 製作 - 朝日電視台、東映工程處、東映→東映動畫

### 主題曲
片頭曲
「PIECE OF LOVE」（第1話 - 第27話）
作詞 - IZAM / 作曲 - KUZUKI / 編曲 - 山口一久、SHAZNA / 歌 - SHAZNA
- 原盤制作：SWEET HEART、朝日電視台音樂 / 標籤：東芝EMI M's PLACE

「Dive Into Shine」（第28話 - 第44話）
作詞、作曲、歌 - Lastier / 編曲 - 、鈴川真樹、Lastier
- 原盤制作：イズム・アーティスト、朝日電視台音樂 / 標籤：日本古倫美亞

片尾曲
（第1話 - 第27話）
作詞 -  / 作曲 - 潤 / 編曲 - PIERROT&成田忍 / 歌 - Pierrot
- 原盤制作：SWEET HEART、朝日電視台音樂 / 標籤：東芝EMI M's PLACE→UNVERSAL MUSIC JAPAN

「Till The End ～～」（第28話 - 第44話）
作詞 - HIBIKI、SOLA / 作曲·編曲 - MASAYA / 歌 - HIBIKI（D-SHADE）
- 原盤制作：ティーズ音樂出版、朝日電視台音樂 / 標籤：環球音樂

### 各集標題
| 話数   | 日文標題                     | 香港翻譯標題                 | 台灣翻譯標題               | 脚本       | 演出       | 作画監督          | 美術     | 首播日期       |
| 第一部 | 第一部                       | 第一部                       | 第一部                     | 第一部     | 第一部     | 第一部            | 第一部   | 第一部         |
| ------ | ---------------------------- | ---------------------------- | -------------------------- | ---------- | ---------- | ----------------- | -------- | -------------- |
| 1      | 怪盗は予告状とともに         | 怪盜的預告狀                 | 怪盜是隨著預告狀而來       | 富田祐弘   | 梅澤淳稔   | 爲我井克美        | 鹿野良行 | 1999年 2月13日 |
| 2      | 標的は親子の絆!?             | 目標：是家庭和睦相處         | 目標是親子的牽絆           | 藤本信行   | 吉沢孝男   | 真庭秀明          | 田尻健一 | 2月20日        |
| 3      | 包囲網! 敵は全校生徒         | 貞德，被全校學生包圍         | 包圍網-敵人是全校學生      | 横手美智子 | 佐々木憲世 | 菅井嘉浩          | 鹿野良行 | 2月27日        |
| 4      | 泥棒仕事は企業も救う!?       | 怪盜的工作可以挽救企業       | 小偷的工作也能救企業       | 吉村元希   | 葛西治     | 佐々門信芳        | 田尻健一 | 3月6日         |
| 5      | エアポート非常警戒!          | 機場的緊急戒備               | 飛機場內的非常警戒         | 富田祐弘   | 橋本光夫   | 高橋晃            | 鹿野良行 | 3月13日        |
| 6      | 相棒は謎のおばあちゃん?      | 老婆婆之謎                   | 同伴是迷樣的老奶奶         | 藤本信行   | 遠藤勇二   | 中田正彦          | 田尻健一 | 3月20日        |
| 7      | 親子刑事! 最後の賭け         | 父女警探的最後機會           | 親子刑警-最後的賭注        | 横手美智子 | 今沢哲男   | 進藤満尾          | 鹿野良行 | 3月27日        |
| 8      | 愛のメロディを盗め!          | 偷走愛的旋律                 | 盜取愛的旋律               | 富田祐弘   | 吉沢孝男   | 須田正己          | 田尻健一 | 4月3日         |
| 9      | 非情のチェックメイト         | 無情的使命                   | CHECK-MATE                 | 藤本信行   | 梅沢淳稔   | 真庭秀明          | 鹿野良行 | 4月10日        |
| 10     | 仮面の男! 本物は誰だ         | 揭開假面具，尋回真正的自我   | 假面男人-真的是哪1個       | 横手美智子 | 葛西治     | 佐々門信芳        | 田尻健一 | 4月17日        |
| 11     | ああ、美しき刑事の心         | 警探的美麗心靈               | 啊-美麗的刑警心            | 富田祐弘   | 佐々木憲世 | 爲我井克美        | 田尻健一 | 4月24日        |
| 12     | ピンは剣よりも強し!          | 釘比劍更加強                 | 針比劍還要堅強             | 横手美智子 | 橋本光夫   | 菅井嘉浩          | 鹿野良行 | 5月1日         |
| 13     | 忘れな草のハート泥棒         | 無忘草的約定                 | 勿忘我的偷心人             | 藤本信行   | 遠藤勇二   | 高橋晃            | 鹿野良行 | 5月8日         |
| 14     | ターゲットは花嫁衣装         | 目標：是婚紗                 | 目標物是新娘禮服           | 富田祐弘   | 今沢哲男   | 進藤満尾          | 鹿野良行 | 5月15日        |
| 15     | 遊園地の衝撃告白!            | 遊樂場的內心表白             | 遊樂場的衝擊告白           | 吉村元希   | 梅澤淳稔   | 中田正彦          | 田尻健一 | 5月22日        |
| 16     | 初キスは月光に輝く!          | 月光之下的初吻               | 初吻因月光而更加閃亮       | 富田祐弘   | 吉沢孝男   | 佐々門信芳        | 鹿野良行 | 5月29日        |
| 17     | 急接近! 恋の台風上陸         | 戀愛的颶風登陸了             | 急接近-戀愛的颱風登陸      | 藤本信行   | 佐々木憲世 | 真庭秀明          | 鹿野良行 | 6月5日         |
| 18     | 悪魔が襲う友情の勲章         | 惡魔襲擊的友情勳章           | 惡魔襲擊的友情勳章         | 横手美智子 | 志水淳児   | 須田正己          | 田尻健一 | 6月12日        |
| 19     | 封印! 父の愛の証明           | 將證明父愛的模型封印         | 封印父親愛的證明           | 横手美智子 | 橋本光夫   | 高橋晃            | 中西英和 | 6月19日        |
| 20     | 元気に勇気が壊れた日         | 精神和勇氣的崩潰             | 當精神被勇氣破壞的1天      | 金子ツトム | 今沢哲男   | 爲我井克美        | 鹿野良行 | 6月26日        |
| 21     | 都、恋と友情を撃つ!          | 被戀愛和友情困惑的阿都       | 都向戀愛和友情射擊         | 藤本信行   | 梅澤淳稔   | 菅井嘉浩          | 田尻健一 | 7月3日         |
| 22     | ダイブ! W怪盗死す            | 貞德與辛巴達之死             | DIVE-2怪盜死亡             | 富田祐弘   | 遠藤勇二   | 進藤満尾          | 鹿野良行 | 7月10日        |
| 23     | 狙撃! 魔性の青い蝶           | 封印魔性的藍鳳蝶             | 狙擊魔性的青色蝴蝶         | 富田祐弘   | 吉沢孝男   | 佐々門信芳        | 鹿野良行 | 7月17日        |
| 24     | 豪華客船モンキー騒動         | 豪華郵輪的撞船驚魂           | 豪華客船猴子騷動           | 金子ツトム | 佐々木憲世 | 中田正彦          | 田尻健一 | 8月7日         |
| 25     | 怪談! 幽霊学校の夏           | 夏令營的幽靈怪談             | 怪談幽靈學校的夏天         | 吉村元希   | 葛西治     | 真庭秀明          | 鹿野良行 | 8月14日        |
| 26     | 潜入! カラクリ忍者城         | 潛入佈滿機關的忍者城         | 潛入機關忍者城             | 藤本信行   | 橋本光夫   | 高橋晃            | 中西英和 | 8月21日        |
| 27     | 涙のお別れ天使フィン         | 傷心的離別，阿菲要走了       | 含淚的道別-天使菲-         | 富田祐弘   | 今沢哲男   | 香川久            | 田尻健一 | 9月11日        |
| 第二部 |                              |                              |                            |            |            |                   |          |                |
| 28     | 悪魔降臨! 新変身の時         | 惡魔降臨，貞德的新變身       | 惡魔降臨，新變身之時       | 横手美智子 | 梅澤淳稔   | 爲我井克美        | 鹿野良行 | 9月18日        |
| 29     | 超美形! 謎の先生登場         | 英俊的神秘老師               | 超美形-謎之老師登場        | 金子ツトム | 貝澤幸男   | 菅井嘉浩          | 田尻健一 | 9月25日        |
| 30     | 元気復活で燃える闘志         | 燃燒起重新振作的鬥志         | 元氣復活-燃燒的鬥志        | 藤本信行   | 佐々木憲世 | 進藤満尾          | 鹿野良行 | 10月2日        |
| 31     | 怪盗ついにCM出演!?           | 怪盜貞德拍廣告               | 怪盜終結於拍廣告           | 富田祐弘   | 吉沢孝男   | 佐々門信芳        | 中西英和 | 10月9日        |
| 32     | 怪盗ジャンヌ抹殺指令!!       | 怪盜貞德格殺令               | 怪盜貞德抹殺令             | 横手美智子 | 遠藤勇二   | 真庭秀明          | 田尻健一 | 10月23日       |
| 33     | 嘘つきシンドバッド!!         | 滿口謊言的辛巴達             | 說謊的辛巴達               | 金子ツトム | 志水淳児   | 高橋晃            | 鹿野良行 | 10月30日       |
| 34     | 別離宣言! もう誰も信じない!! | 分手宣言，我不會再相信任何人 | 別離宣言-已不想相信誰      | 藤本信行   | 橋本光夫   | 香川久            | 中本英和 | 11月6日        |
| 35     | ジャンヌ復活のLOVEパワー!    | 重新燃點的愛情力量           | 貞德-復活之LOVE-POWER      | 富田祐弘   | 今沢哲男   | 佐々門信芳        | 田尻健一 | 11月13日       |
| 36     | 泥棒は刑事の味方か!?         | 怪盜和警察是同一陣線         | 怪盜和警察是同一陣線       | 金子ツトム | 葛西治     | 爲我井克美        | 鹿野良行 | 11月20日       |
| 37     | 悪魔の心臓を持つ少年         | 擁有惡魔心臟的少年           | 擁有惡魔心臟的少年         | 横手美智子 | 梅澤淳稔   | 菅井嘉浩          | 鹿野良行 | 11月27日       |
| 38     | 決断!? 悲しみの封印          | 悲哀的決定                   | 決意-悲哀的CHECK-MATE      | 横手美智子 | 貝澤幸男   | 進藤満尾          | 鹿野良行 | 12月4日        |
| 39     | 願いは一つ! 父と母に         | 父母離別的真相               | 願望只得1個-給父親與母親   | 富田祐弘   | 吉沢孝男   | 真庭秀明          | 鹿野良行 | 12月11日       |
| 40     | 邪悪変身! ミスト猛攻         | 邪惡變身，美絲度發動總攻擊   | 邪惡變身，美絲度發動總攻擊 | 藤本信行   | 佐々木憲世 | 高橋晃            | 鹿野良行 | 12月18日       |
| 41     | 再会フィン!! 劇的悪夢        | 再會菲！戲劇性的惡夢         | 再會菲！仿如戲劇般的惡夢   | 金子ツトム | 遠藤勇二   | 佐々門信芳        | 鹿野良行 | 2000年 1月8日  |
| 42     | 怪盗、時空を越える!!         | 怪盜貞德超越時空             | 怪盜穿越時空               | 富田祐弘   | 今沢哲男   | 進藤満尾          | 鹿野良行 | 1月15日        |
| 43     | 友情崩壊!? 魔氷城決戦        | 友情破滅，決戰魔冰城         | 友情決裂，魔冰城決戰       | 藤本信行   | 橋本光夫   | 真庭秀明          | 鹿野良行 | 1月22日        |
| 44     | 汝、神風となれ!              | 你要化成神風                 | 你要化成神風               | 横手美智子 | 梅澤淳稔   | 香川久 爲我井克美 | 鹿野良行 | 1月29日        |

#### 播放電視台
| 翡翠台 星期一至五10:30－11:00節目 | 翡翠台 星期一至五10:30－11:00節目  | 翡翠台 星期一至五10:30－11:00節目 |
| --------------------------------- | ---------------------------------- | --------------------------------- |
|                                   | 神風怪盜 （2001年7月2日－8月31日） |                                   |
| —                                 | —                                  |                                   |

### 音樂CD
- 神風怪盗貞德 圖像專輯 （1999年6月9日發售，東芝EMI） TOCT-24137
  1. 神世界・風（歌：貞德（桑島法子））
  2. REVOLUTION〜まろんのために〜[1]（歌：水無月大和（高橋直純））
  3. 笑顔でいます。（歌：菲・斐雪（西原久美子））
  4. 伝えられる いつか（歌：東大寺都（松井菜櫻子））
  5. サンクトウス（歌：日下部瑪倫（桑島法子））
  6. それぞれの未来（歌：辛巴達（千葉進步）、水無月大和（高橋直純））
  7. Get it! Only you（歌：辛巴達（千葉進步））
  8. Cry〜ハートが泣いてる（歌：日下部瑪倫、貞德（桑島法子）、東大寺都（松井菜櫻子）、菲・斐雪（西原久美子））
  9. PIECE OF LOVE（歌：SHAZNA）
  10. ハルカ…（歌：Pierrot）

### DVD-BOX
POBE-4264/71 2005年10月26日發售
發售元：東映動畫、環球音樂

## 外部連結
- （日語）公式網頁 （页面存档备份，存于）
- （日語）東映動畫介紹網頁 （页面存档备份，存于）
- （日語）神風怪盜貞德 完全版 公式網頁
- 互联网电影数据库（IMDb）上《神風怪盜貞德》的资料（英文）